# Исаково (Лоинское сельское поселение)
Исаково — деревня в Смоленском районе Смоленской области России. Входит в состав Лоинского сельского поселения. Население — 17 жителей (2007 год). 
Расположена в западной части области в 47 км к северо-западу от Смоленска, в 4 км западнее автодороги Р133 Смоленск — Невель. В 29 км южнее деревни расположена железнодорожная станция Поселковая на линии Смоленск — Витебск. 

## История
В годы Великой Отечественной войны деревня была оккупирована гитлеровскими войсками в июле 1941 года, освобождена в сентябре 1943 года. 